# 朗坎普芬
朗坎普芬是奥地利蒂罗尔州库夫施泰因县的一个市镇。总面积26.5平方公里，总人口3556人，人口密度134.2人/平方公里（2005年）。